# Ghost of a Love
Ghost of a Love är ett album av den svenska gruppen Pennebaker. Albumet släpptes den 23 januari 2008.

## Låtlista
| Nr           | Titel                                 | Text                             | Musik                            | Längd |
| ------------ | ------------------------------------- | -------------------------------- | -------------------------------- | ----- |
| 1.           | Bending the Rules Again               | Björn Öqvist                     | Björn Öqvist/Daniel Bengtson     | 3:11  |
| 2.           | Shadow of a Doubt                     | Björn Öqvist                     | Björn Öqvist                     | 3:49  |
| 3.           | Ghost of a Love                       | Dennis Morgan                    | Björn Öqvist/Daniel Bengtson     | 3:55  |
| 4.           | Say You Remember When                 | Dennis Morgan                    | Björn Öqvist                     | 4:04  |
| 5.           | Must Have Been Blind                  | Daniel Bengtson/Fredrik Mattsson | Daniel Bengtson/Fredrik Mattsson | 3:16  |
| 6.           | Yours To Keep                         | Björn Öqvist                     | Daniel Bengtson/Björn Öqvist     | 3:31  |
| 7.           | I Know Your Love is Gone              | Dennis Morgan/Björn Öqvist       | Björn Öqvist/Dennis Morgan       | 3:37  |
| 8.           | Now That I Found You (I Found Myself) | Dennis Morgan                    | Björn Öqvist                     | 3:22  |
| 9.           | Runaway Heart                         | Jonas Pettersson                 | Björn Öqvist                     | 3:47  |
| 10.          | I'm Into Making Up (Not Breaking Up)  | Dennis Morgan                    | Björn Öqvist                     | 3:12  |
| 11.          | I've Seen Beauty                      | Daniel Bengtson/Björn Öqvist     | Daniel Bengtson/Björn Öqvist     | 3:48  |
| 12.          | If I Could Do It Again                | Björn Öqvist                     | Björn Öqvist/Anders Ljung        | 3:55  |
| Total längd: | Total längd:                          | Total längd:                     | Total längd:                     | 43:27 |